# Антедонові
Антедонові (Antedonidae) — родина морських лілій. Члени родини не мають стебла та мають десять пір'ястих рук. Вони можуть вільно пересуватися і мають пазурі, які тимчасово прикріплюють їх до структур.

## Роди
Такі роди визнані Всесвітнім реєстром морських видів:
- підродина Antedoninae (Norman, 1865)
  - рід Andrometra AH Clark, 1917 — 2 види
  - рід Annametra AH Clark, 1936 — 2 види
  - рід Antedon de Fréminville, 1811 — 14 видів
  - рід Ctenantedon Meyer, 1972 — 1 вид
  - рід Dorometra Clark, 1917 — 9 видів
  - рід Euantedon AH Clark, 1912 — 6 видів
  - рід Eumetra AH Clark, 1908 — 1 вид
  - рід Iridometra Clark, 1908 — 3 види
  - рід Mastigometra AH Clark, 1908 — 3 види
  - рід Toxometra AH Clark, 1911 — 5 видів
- підродина Bathymetrinae AH Clark, 1909
  - рід Argyrometra AH Clark, 1917 — 2 види
  - рід Bathymetra AH Clark, 1908 — 2 види
  - рід Boleometra AH Clark, 1936 — 1 вид
  - рід Fariometra AH Clark, 1917 — 11 видів
  - рід Hathrometra AH Clark, 1908 — 1 вид
  - рід Meteorometra AM Clark, 1980 — 1 вид
  - рід Nepiometra AH Clark, 1917 — 1 вид
  - рід Orthometra AH Clark, 1917 — 1 вид
  - рід Phrixometra Clark, 1921 — 6 видів
  - рід Retiometra AH Clark, 1936 — 1 вид
  - рід Thaumatometra AH Clark, 1908 — 11 видів
  - рід Tonrometra AH Clark, 1917 — 4 види
  - рід Trichometra AH Clark, 1908  — 3 види
- підродина Heliometrinae AH Clark, 1909
  - рід Anthometrina Eleaume, Hess & Messing, 2011 — 1 вид
  - рід Comatonia AH Clark, 1916 — 1 вид
  - рід Florometra AH Clark, 1913 — 9 видів
  - рід Heliometra AH Clark, 1907 — 1 вид
- підродина Isometrainae Fet & Messing, 2003
  - рід Isometra AH Clark, 1908  — 7 видів
- підродина Perometrinae AH Clark, 1909
  - рід Erythrometra AH Clark, 1908 — 3 види
  - рід Helenametra AM Clark, 1966 — 1 вид
  - рід Hypalometra AH Clark, 1908 — 1 вид
  - рід Nanometra AH Clark, 1907 — 3 види
  - рід Perometra AH Clark, 1907  — 4 види
- підродина Thysanometrinae AH Clark, 1909
  - рід Coccometra AH Clark, 1908 — 3 види
  - рід Thysanometra AH Clark, 1907  — 2 види
- unassigned
  - рід Adelometra AH Clark, 1907 — 1 вид
  - рід Anisometra John, 1939 — 1 вид
  - рід Athrypsometra Messing & White, 2001 — 4 види
  - рід Balanometra Clark, 1909 — 1 види
  - рід Caryometra AH Clark, 1936 — 6 видів
  - рід Cyclometra AH Clark, 1911 — 2 види
  - рід Eometra Clark, 1936 — 2 види
  - рід Eumorphometra Clark, 1915 — 5 видів
  - рід Hybometra AH Clark, 1913 — 1 вид
  - рід Kempometra John, 1938 — 1 вид
  - рід Leptometra AH Clark, 1908 — 2 види
  - рід Microcomatula AH Clark, 1918 — 1 вид
  - рід Poliometra AH Clark, 1923 — 1 вид
  - рід Promachocrinus Carpenter, 1879 — 5 видів
  - рід Solanometra Clark, 1911  — 1 вид